# Бун Барекендан
Бун Барекендан («Истинная масленица») — одна из «маслениц» (барекендан) Армянской апостольской церкви, которая предшествует сорокадневному Великому посту. Соответствует православной Сырной седмице (Масленице) и католическому Карнавалу.

## Этимология
В переводе с армянского Бун означает «истинный», Барекендан — «доброе житие, радость жизни»

## Традиции и обряды
С принятием в 301 году христианства Арменией традиции древних празднеств весны переплелись с новой религией. В старину на Масленицу готовили обильную пищу, организовывались ярмарки и народные гуляния, в которых участвовали взрослые и дети, проводили увеселительные мероприятия, а бедняки, нищие, небогатые, калики, безденежные, христарадники и беспорточники  становились предметом всеобщего внимания и пользовались благами общественного стола. В день Масленицы люди ходят в гости друг к другу или всей семьёй собираются у одного стола и празднуют. Главным блюдом этого праздника является плов с изюмом и маслом. В воскресную ночь после Масленицы ели на ужин мацун (простоквашу) и катнов (молочную рисовую кашу). День после Масленицы являлся нерабочим и именуется в народе бакла хоран
Поскольку посты некоторых других церковных праздников в Армянской Апостольской Церкви также имеют свою масленицу, то эта называется Истинной и отмечается в воскресенье накануне начала Великого поста. В субботу перед Истинной Масленицей завеса алтаря закрывается на весь период Великого поста и открывается только в день Воскресения Христова. В день Масленицы литургия совершается за закрытой завесой. Празднуется всегда в воскресенье и заканчивается в тот же день вечером
Согласно армянской церковной традиции, Масленица является воспоминанием человеческого счастья, которым наслаждались в своё время Адам и Ева в раю. Человеку, согласно ей же, можно было вкусить все плоды за исключением плода с дерева знания, который символизирует пост идущий за масленицей. Масленица является выражением добродетелей. В этот день люди выходят из траура и начинают радоваться, забывают о страданиях и находят утешение. Каждый христианин смиренностью души, покаянием, постом и с надеждой на милость Бога приступает к сорокадневному Великому Посту.

## Дата начала
Армянская апостольская церковь в целом живёт по Григорианскому календарю, но общины в диаспоре, на территории церквей, использующих Юлианский календарь, по благословению епископа могут жить и по Юлианскому календарю. То есть календарю не придаётся «догматического» статуса.
| даты начала «Истинной Пятницы» по Григорианскому календарю (по Юлианскому + 13 дней) |                 |
| 6 марта 2011                                                                         | 19 февраля 2012 |
| 10 февраля 2013                                                                      | 2 марта 2014    |
| 15 февраля 2015                                                                      | 7 февраля 2016  |
| 26 февраля 2017                                                                      | 11 февраля 2018 |
| 3 марта 2019                                                                         | 23 февраля 2020 |
| 14 февраля 2021                                                                      | 27 февраля 2022 |
| 19 февраля 2023                                                                      | 11 февраля 2024 |
| 2 марта 2025                                                                         | 15 февраля 2026 |
| 7 февраля 2027                                                                       | 27 февраля 2028 |
| 11 февраля 2029                                                                      | 3 марта 2030    |

## Аналоги Масленицы в других странах
- Вастлавьи (Прибалтика, Скандинавия)
- Жирный четверг (Польша)[3]
- Жирный вторник или Марди Гра (Западная Европа, США)
- Карнавал (западные христиане)
- Масленица (Россия, Белоруссия, Украина)
- Sächsilüüte (Швейцария)
- Фастнахт (Германия)